# 業安工廠大廈

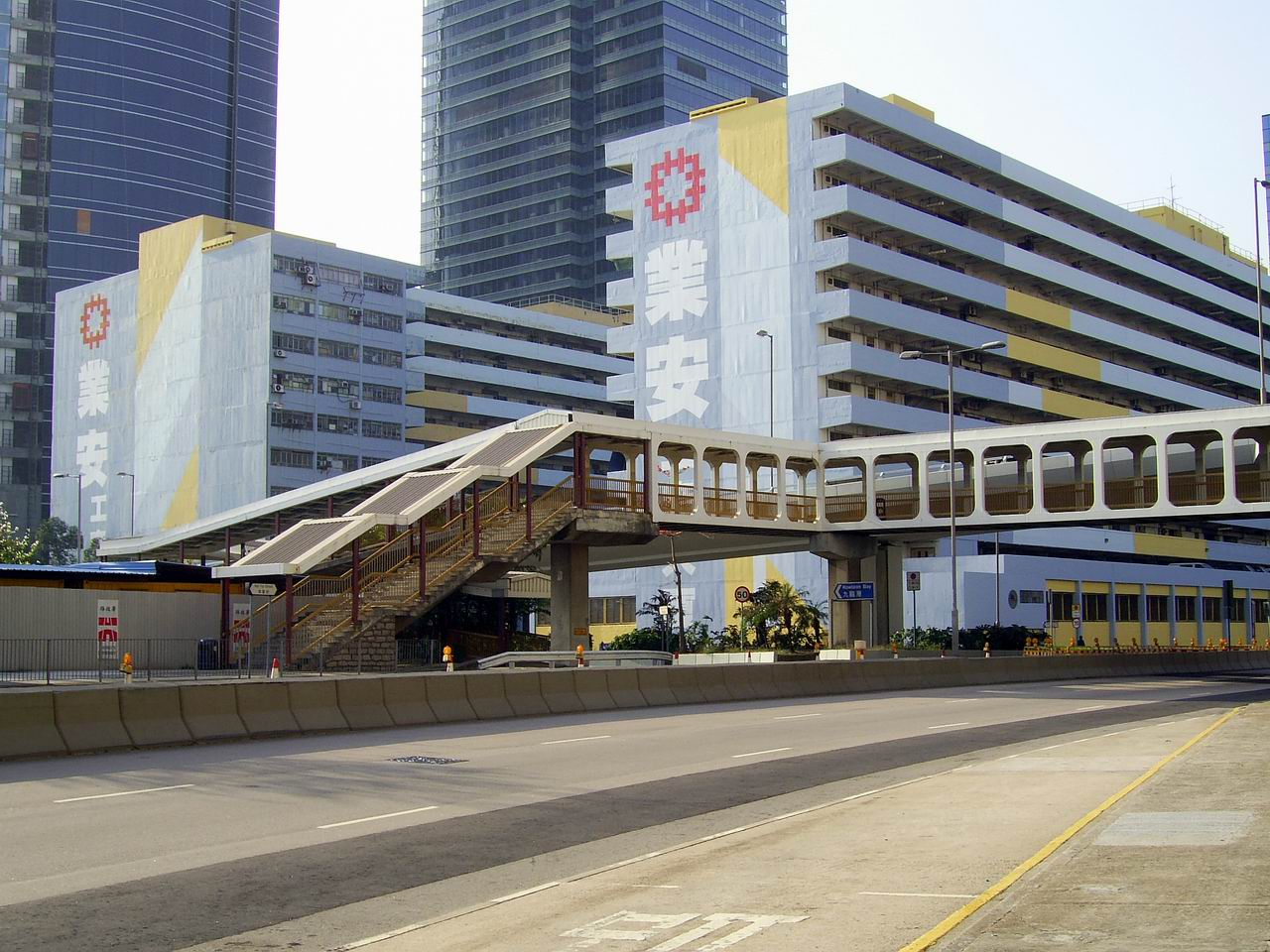
業安工廠大廈（2008年）

業安工廠大廈（英語：Yip On Factory Estate），是位於香港九龍觀塘區九龍灣的一座工廠大廈，門牌號碼宏開道1-6號，鄰近德福花園、企業廣場及MegaBox，分為第一及第二座，由香港房屋委員會分別在1980年6月及1981年4月興建而成，是房委會已拆卸工廠大廈之一。業安廠廈兩幢樓宇皆有10層高，總共提供1,440個單位，建設之目的是為九龍區一些小型工業商家，提供符合他們經營的小型單位，並安置部分受清拆沙田白石村影響的工廠。

## 簡介

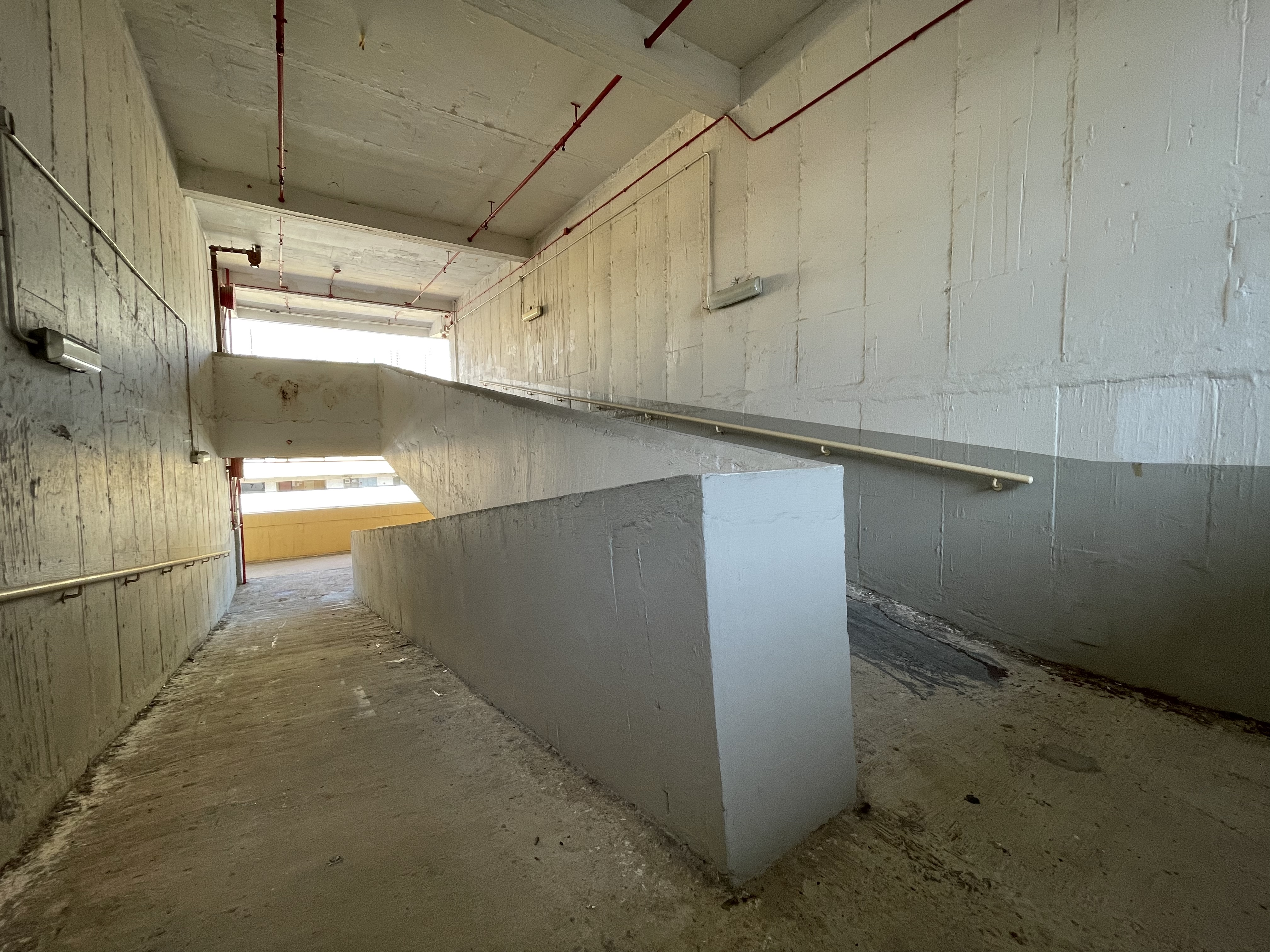
連結樓層的斜坡通道，為方便廠家使用手推車來搬貨，屬舊式政府工廈特色

業安工廠大廈由兩幢設有升降機的新型分層工廠大廈組成，鄰近德福花園、企業廣場及MegaBox，與偉業街直向並行，目前由房委會直接管理。樓宇設計是「I」型，樓高10層，總共提供1,440個面積25平方公尺單位，升降機分別設於大廈中央及兩端附翼，而廁所則同時在兩端附翼的升降機大堂旁邊，大廈辦事處設於地下，以上設計跟葵涌葵安工廠大廈類同。
業安廠廈是觀塘區內第四個政府廠廈，前三個即佐敦谷、觀塘（位於觀塘道，牛頭角站附近）及九龍灣（位於海濱道，志明橋附近）廠廈，均是前徙置事務處及房委會為徙置寮屋區及平房區內工廠或工場而興建的建築。不過隨著這三個廠廈連同其他各區舊式徙置廠廈因樓宇設計、結構及工業轉型等問題而逐一清拆後，業安廠廈便成為觀塘區以至九龍東唯一之房委會廠廈。至於業安廠廈並不是作徙置用途，而是為九龍區一些小型工業商家，提供符合他們經營的小型單位，房委會曾表示因為私人樓宇欠缺面積細少單位可供租用，打擊小商家經營之意志，故此預期業安廠廈建成後會受到這些商家歡迎。大廈第一座在1980年6月落成後，首34個工廠單位隨即招標承租，投標者可以租用最多四個標準單位，換言之，廠戶能租用的面積可達100平方公尺，而第二座也在1981年4月落成，樓宇面積比第一座更大。

## 現況
雖然香港經濟近年已不再由工業來主導，但房委會的工廠大廈仍然幾乎達至全面出租，大部份廠戶從事以製造或修理。目前業安工廠大廈所在的九龍灣已經由工業區轉型為商貿區，不過廠廈周圍仍有較多貨車及工人經過及進出，而大廈內經營的都是小型廠戶，涉及的行業比以前更為多元化，包括音樂書店、夜冷（二手貨買賣）及藥業等非工業用途。另一方面，有不少單位因只用作倉庫而大門深鎖，形成像是十室九空的冷清局面，有租戶表示那裡的人多數年紀老邁，等待退休。兼任海濱事務委員會委員的民建聯觀塘區議會議員顏汶羽曾經向政府建議將業安廠廈的單位改建，並提供予音樂人作工作室。

### 清拆重建

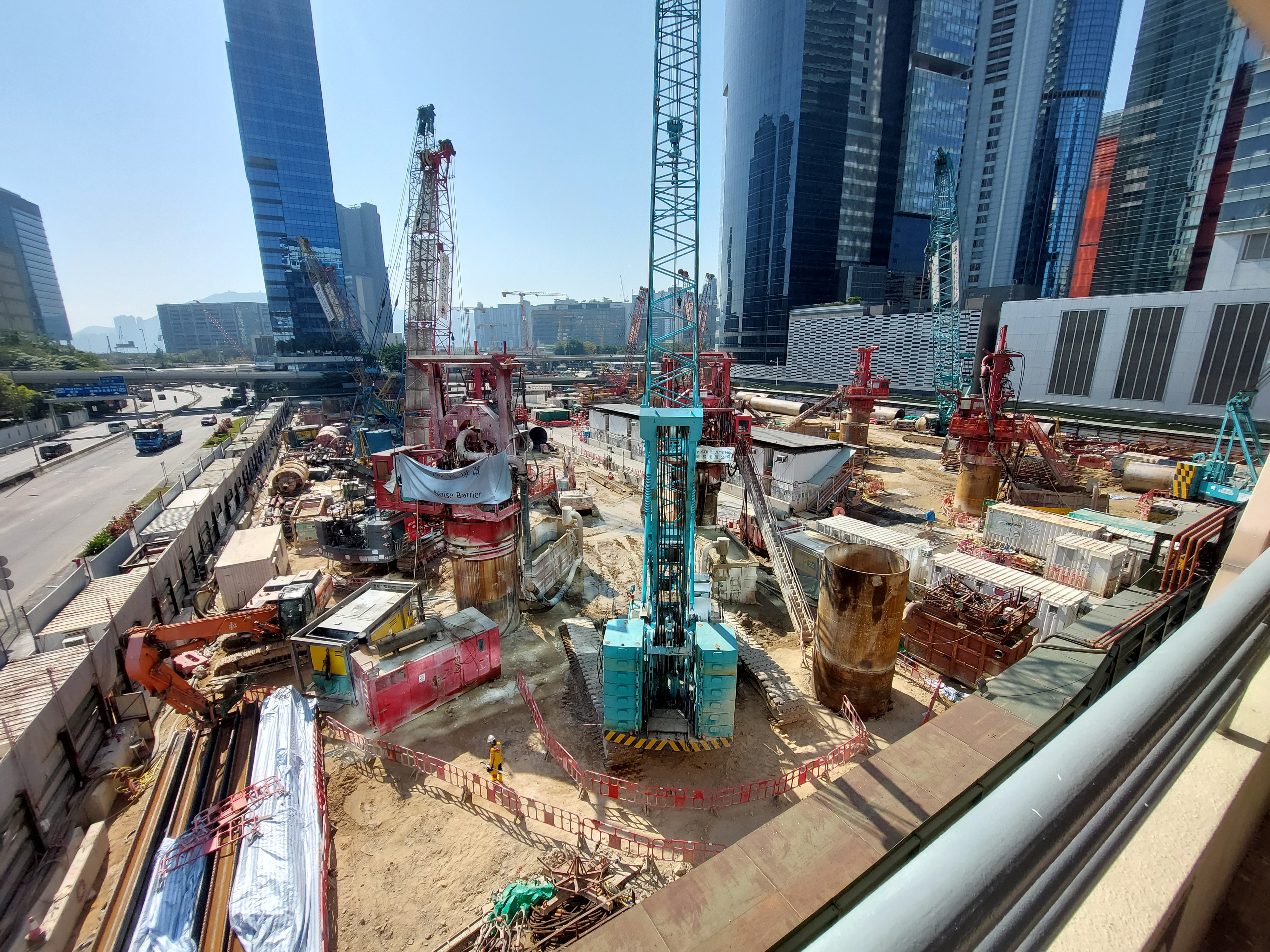
業安工廠大廈拆卸後重建為居屋，正進行地基工程（2024年12月）

行政長官林鄭月娥透過《2019年施政報告》及《2020年施政報告》建議房委會將其轄下個別工廠大廈重建作公屋，房委會開始研究重建方案。傳媒表示，由於業安廠廈周邊多數轉型為寫字樓，要重建為住宅難度很高。
時至2021年5月24日，房委會正式公佈拆卸穗輝、葵安、宏昌及業安工廠大廈的計劃，並給予所有租戶為期一年半的通知期，工程已於2023年1月起開始。
根據2023年房屋局公佈的五年建屋計劃，業安工廠大廈將重建為居屋，提供2,300伙，預計2028/29年度落成。屆時將興建4幢住宅大樓，重建而成的4座住宅大樓預料可容納約6,000人，並設有幼稚園及安老院舍等社福設施。然而，房署沒有計劃在屋苑內加設濕貨街市，並建議居民日後可前往同區的啟業邨、樂華邨街市購物。由於距離甚遠，此說法引起觀塘區議員的譁然。

#### 拆卸工程圖集

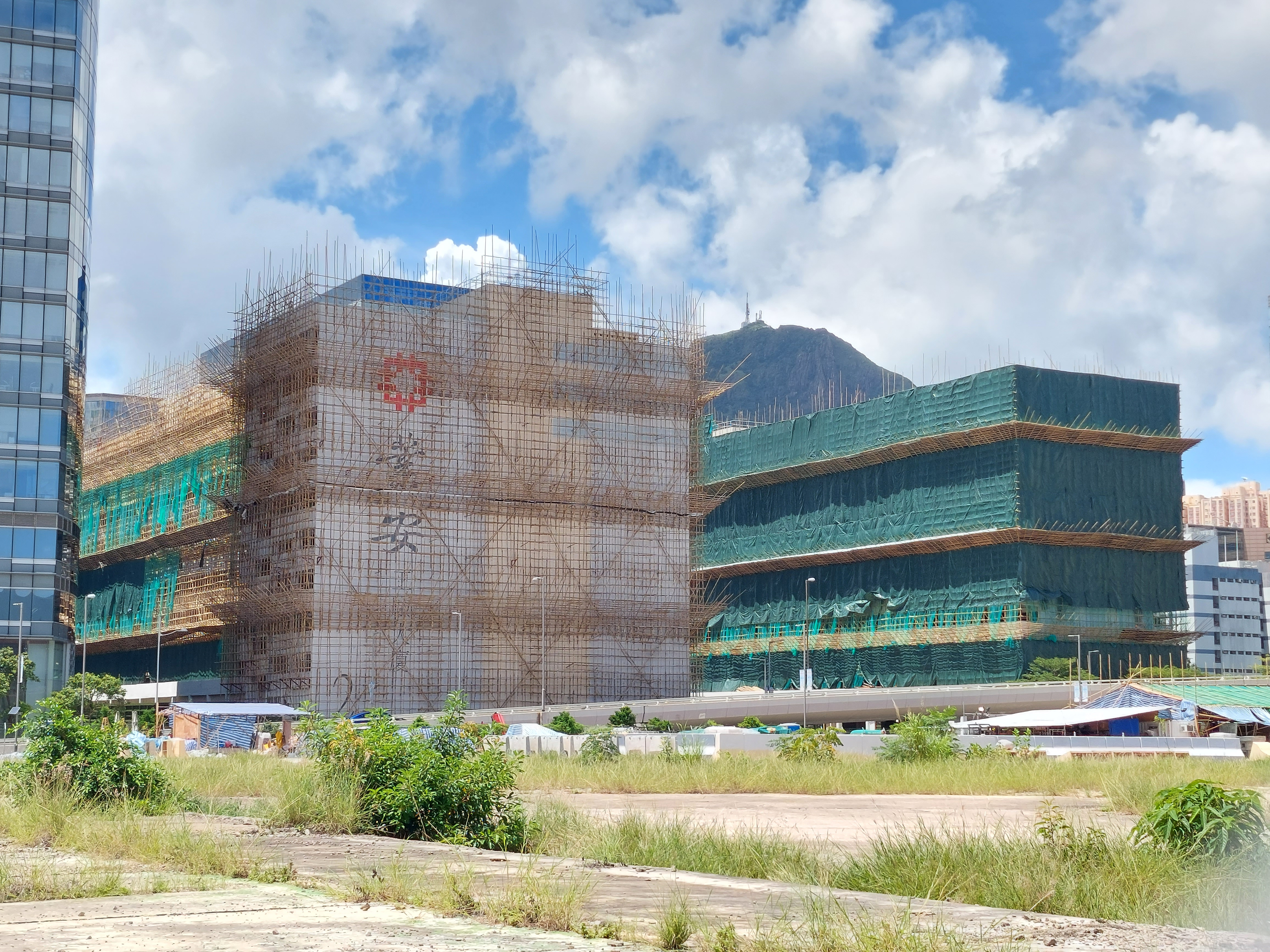
正陸續搭棚，準備拆卸（2023年6月）
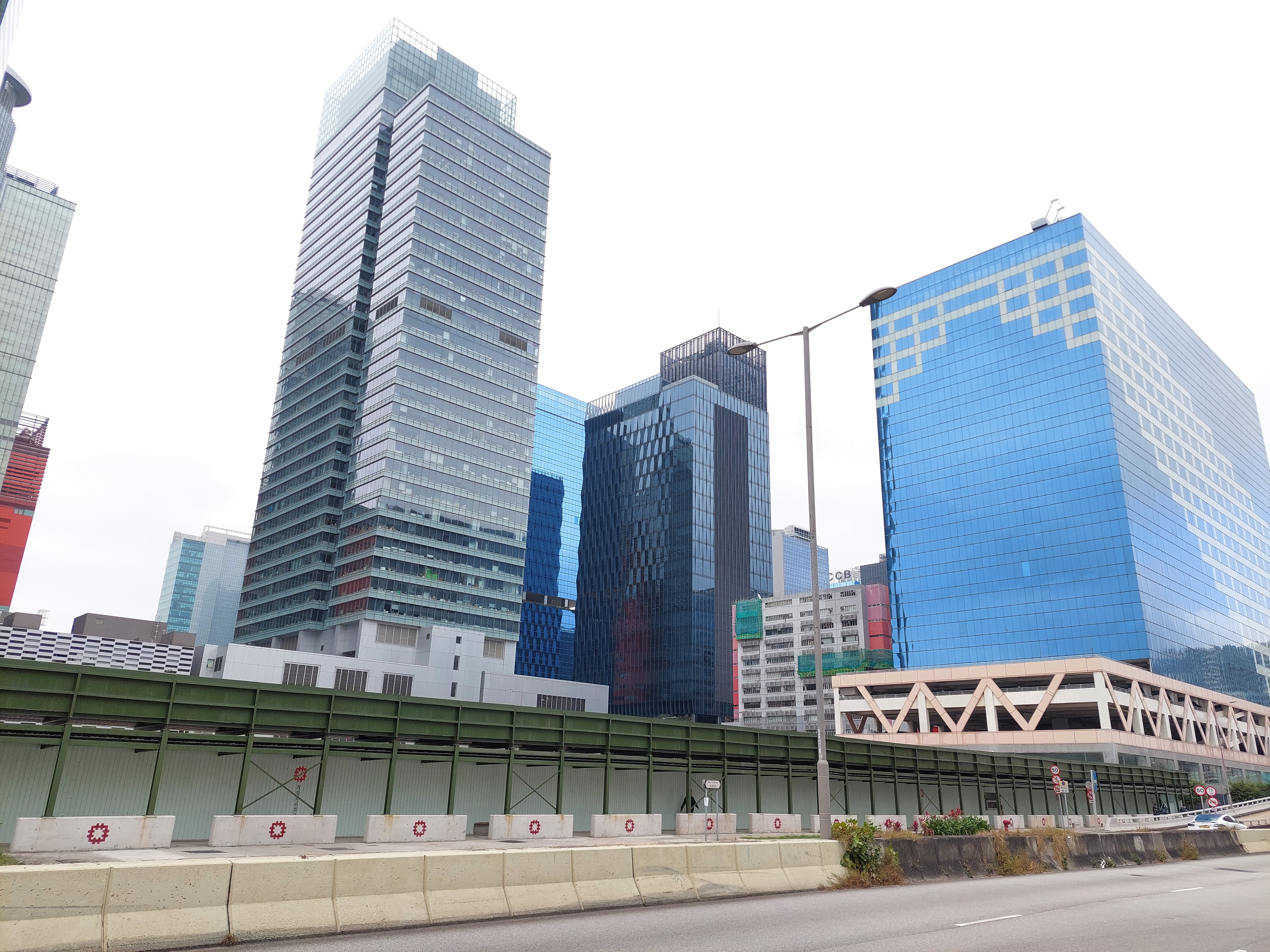
完成拆卸（2024年2月）

## 外部連結
- 工廠大廈 （页面存档备份，存于），香港房屋委員會
- 房署工廠（十五）—業安工廠大廈 （页面存档备份，存于），公共屋邨圖片集